# Urgell grófság

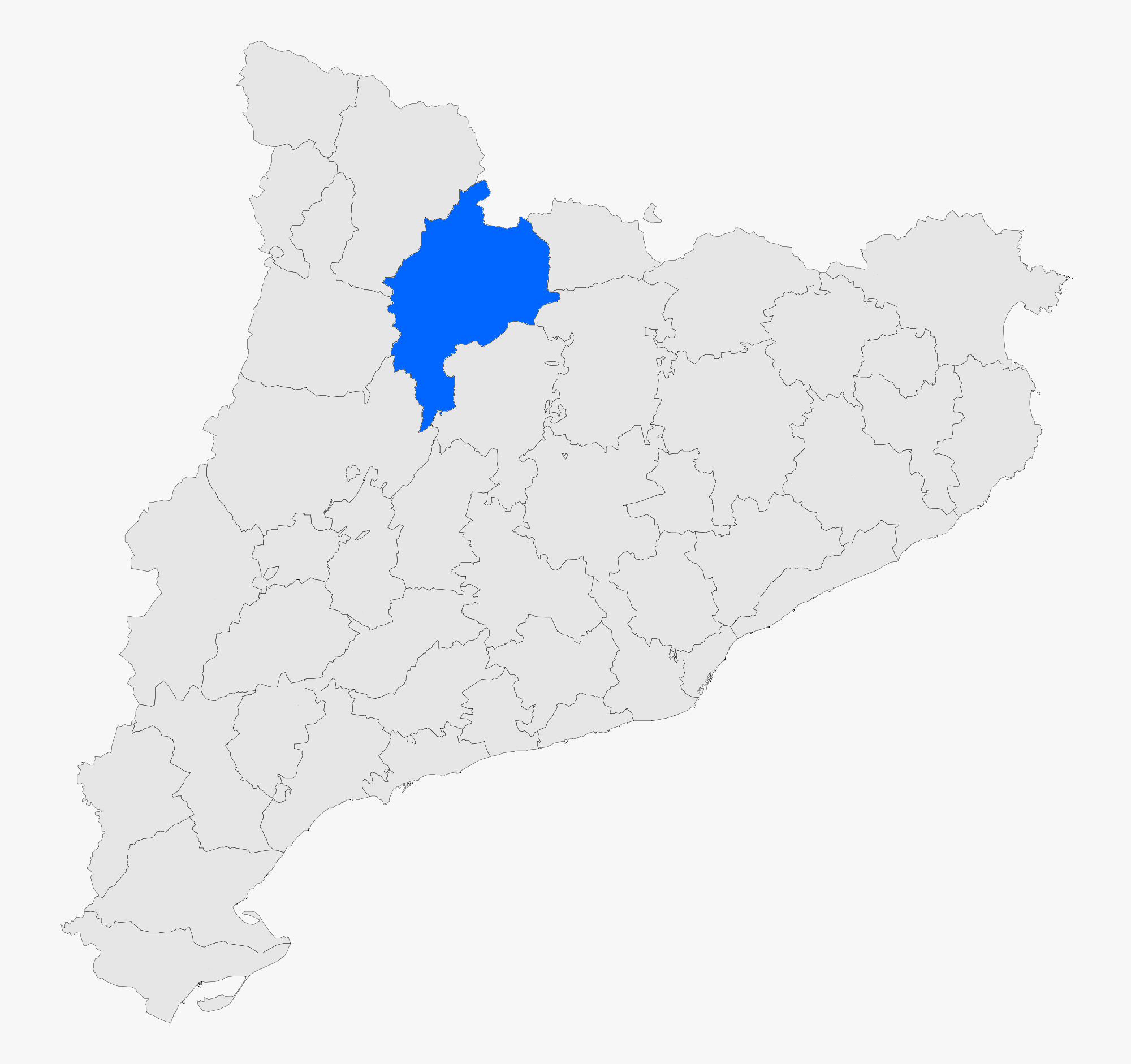
Alt Urgell járás helyzete Lleida tartományban

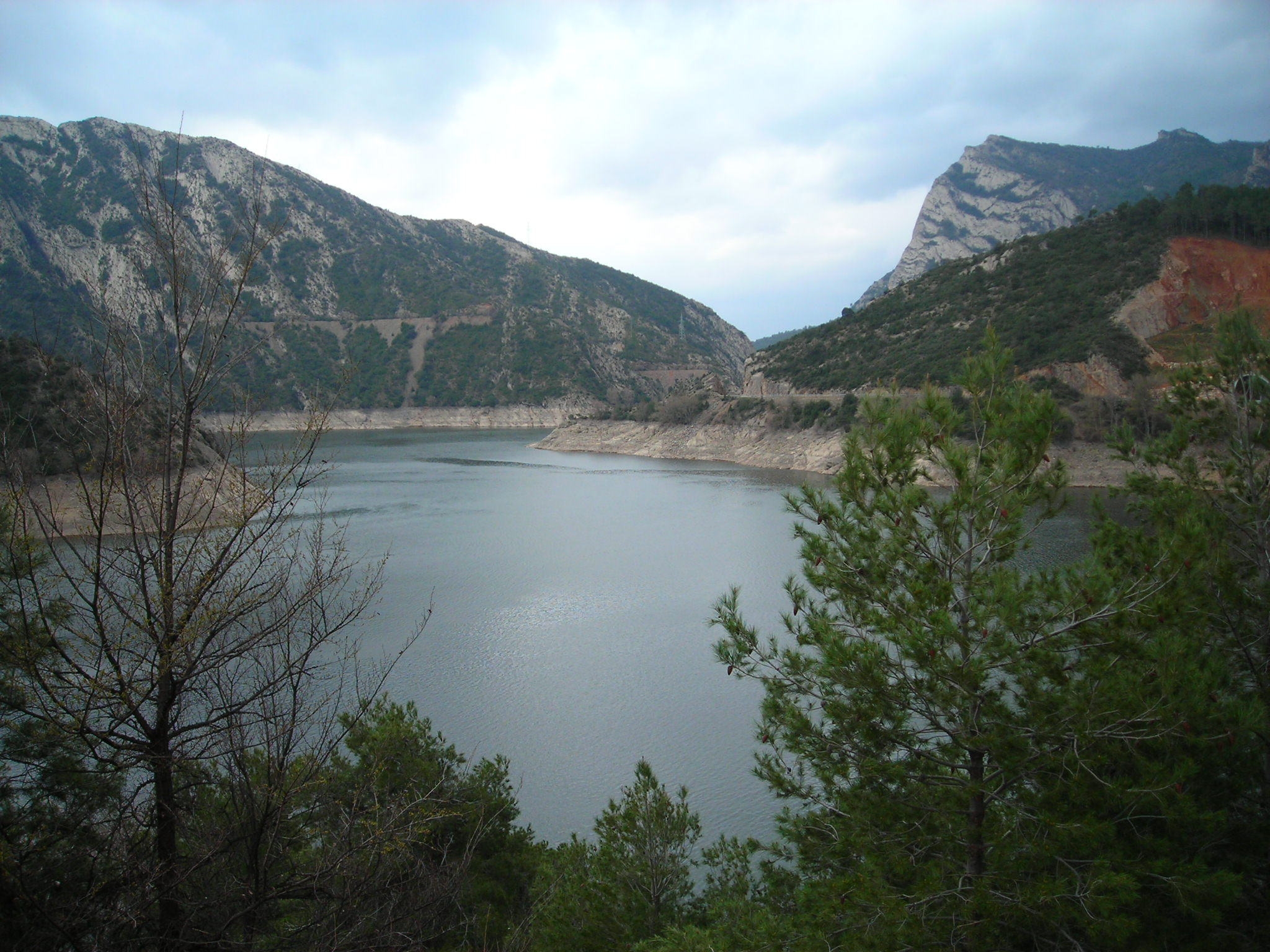
A d'Oliana tó a Segre völgyében

Urgell grófság a történelmi Marca Hispanica frank tartomány egyik grófsága volt Katalóniában, Pallars és Cerdanya grófságok között. Területe nagyjából azonos volt Urgellet természetföldrajzi és történelmi tájegységével nagyjából Katalónia Lleida tartományának Alt Urgell (Alto Urgel) járásában.
Fővárosa eleinte La Seu d’Urgell volt, később Balaguer. A 785-ben alapított Urgelli egyházmegye székhelye La Seu d’Urgellben van.
Területének zöme hegyvidék.

## Történelme
A grófság elődét — akárcsak a hegység szomszédos grófságainak előképeit — valószínűleg már a vizigótok megszervezték, a mórok pedig 716 (a Pireneusok elfoglalása) után többé-kevésbé formálisan emírséggé alakították át.
Abd al-Rahman ibn Abd Allah (a frank krónikákban:  al-Gafiqi) kormányzó 732-es hadjárata után a területen bő negyed századig (Kis Pipin 752–761-es hadjáratáig) viszonylagos béke volt. Pipin 759-ben elfoglalta Narbonne-t, majd Roussillont, és ezzel a mórok elveszítették a Pireneusoktól északra meghódított területeiket. A Pireneusok hegylánca vált Andalusz és a Frank Birodalom határvidékévé.

### Kialakulása

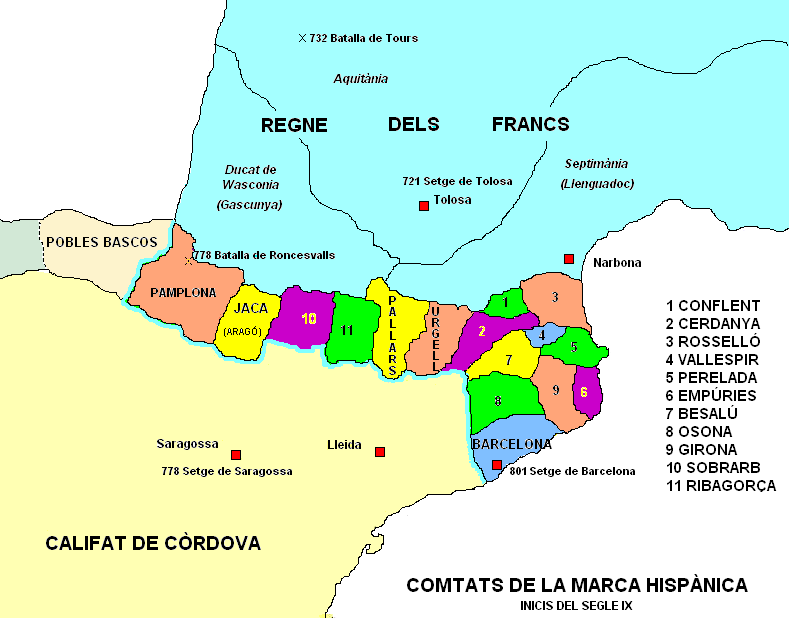
Marca Hispanica grófságai a 9. század elején

778-ban Nagy Károly az I. Abd ar-Rahman córdobai emír ellen lázadó emírek hívására átkelt a hegyvidéken, de vereséget szenvedett, és kénytelen volt visszavonulni. A mórok gyorsan visszafoglalták az általa átmenetileg megszállt területek többségét, így Urgellt is.
Nagy Károly többé nem tért vissza erre a hadszíntérre, hanem azt 785-ben fiára, Jámbor Lajosra, Akvitánia királyára hagyta. Ő apránként, módszeresen nyomult délnek; Osonát (Ausona) és Urgellt (Urgel) 795-ben foglalta el. Ezeket a területeket apja, Nagy Károly 795-ben újra grófságokká szervezte. Egyeseket újonnan alakított, másokat összevont vagy új grófokat nevezett ki élükre, azokat pedig, amelyek vizigót származású grófjai időben behódoltak neki, változatlanul hagyta. Az első időszakban a későbbi Cerdanya és Urgell még egy grófság volt, csak 897-ben, Szőrös Wilfred halála után váltak külön.
Első grófja (798-820) egy bizonyos Borrell lett, aki egyúttal értelemszerűen Cerdanya grófságot is megkapta. Hűbérura Akvitánia királyaként Károly fia, Jámbor Lajos lett, aki utasította a frissen kinevezett grófot, hogy keljen át a Pireneusok gerincén, és csatolja birtokaihoz annak déli oldalán Berga környékét (nagyjából a mai Katalónia Lleida tartományának Baixa Cerdanya járását), majd délkelet felé további, ugyancsak többé-kevésbé elnéptelenedett völgyeket — utóbbiakból alakították meg 799-ben Osona grófságot (Ausona), amelynek első grófja ugyancsak Borrell lett. Az elfoglalt területeken helyre kellett állítania és helyőrséggel kellett feltöltenie Osona, Cardona és Casserès felhagyott erődítményeit.

### Marca Hispanica részeként

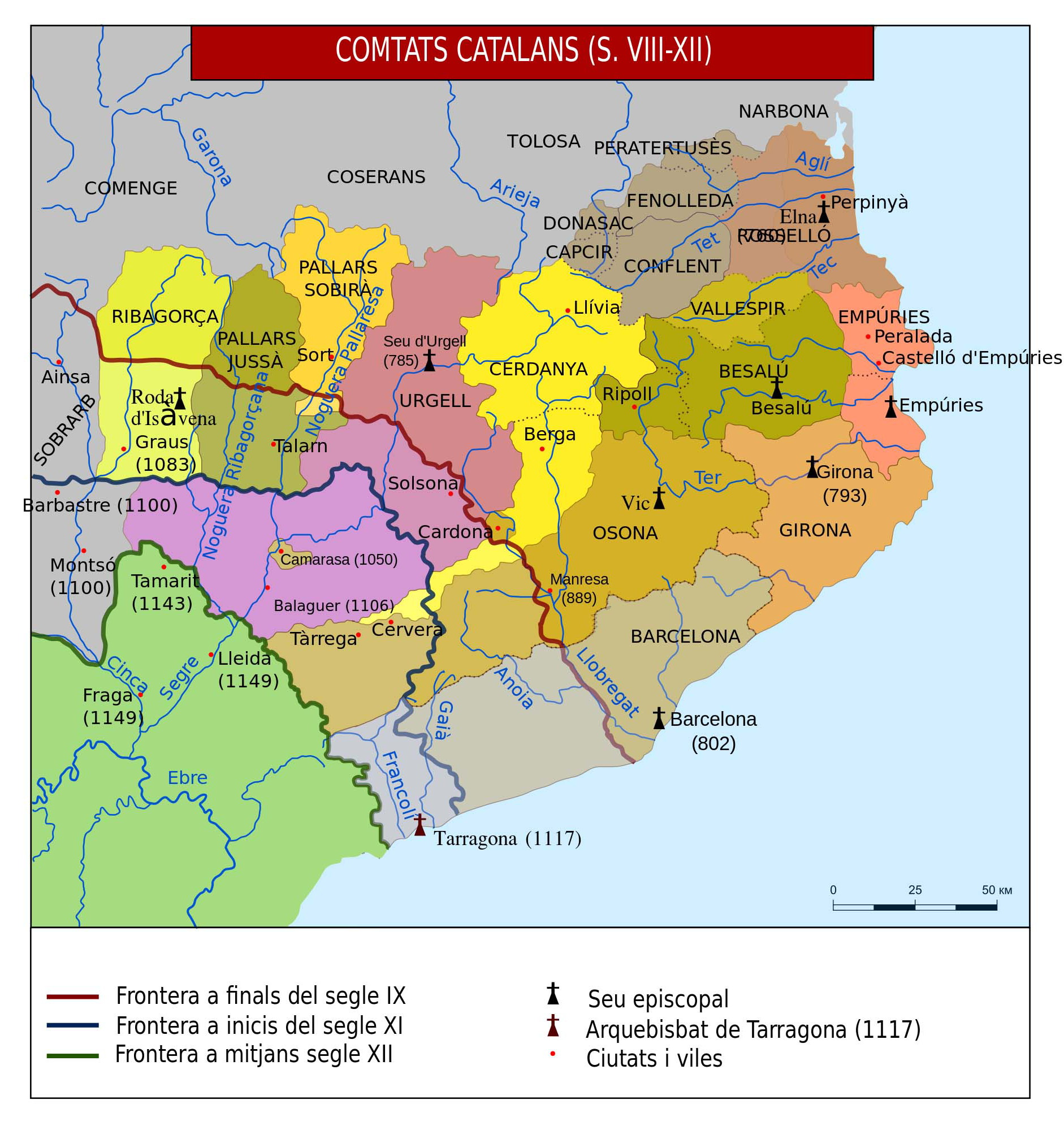
Katalónia grófságai a 8–12. században és a Córdobai Kalifátus összeszorulása

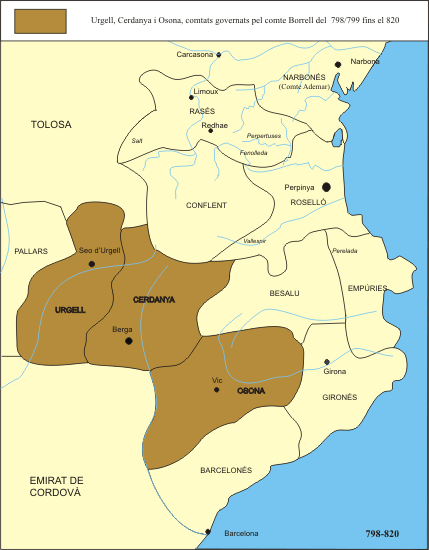
Osonai Borrell birtokai

Katalónia grófságai 1131-ben

Területe fokozatosan dél felé tolódott, északi része pedig 819-ben önállósult: ez a sajátos jogállású hercegség lett a máig független Andorra.
A 820-ban Borrell meghalt, és Jámbor Lajos Cerdanyát és Urgellt, valamint a velük közösen kezelt Conflent grófságot is hűbéresének, az Aragóniából elűzött Aznar Galíndez aragón grófnak adta. Tőle ezeket a 830-as évek elején fia, I. Galíndo Aznárez örökölte. Ő azonban nem érte be ennyivel, hanem Lothár felkelését kihasználva 833-ban még Pallars grófság és Ribagorza grófságokat is elhódította. A felkelés leverése után Lajos császár Galíndo Aznarezt megfosztotta ezektől a birtokaitól, és Sunifredet I. Oliba carcassonne-i gróf öccsét bízta meg a két elbitorolt grófság visszafoglalásával. Ő ezt meg is tette, és ezzel a grófságok átmenetileg Toulouse grófjainak birtokába kerültek.
842-ben a Córdobai Emirátus nagyobb offenzívát indított a Pireneusok visszafoglalására. Elfoglalták egyebek közt Cerdanyát is, ám I. Sunifred barcelonai gróf csapatai végül visszaverték őket. 844-ben meghalt Galíndo Garcés, Aragónia grófja, és Aragóniát Galíndo Aznárez kapta meg. Az addig formálisan az ő hűbérének tekintett Cerdanya, Conflent és Urgell grófságokat az azokat elhódító Sunifred kapta meg

### A független grófság

Aragónia (és a Barcelonai grófság) terjeszkedése a 11–12. században

## Urgell grófjai

### A Karolingok által kinevezett grófok (kb. 798–870)
- 798-820 Osonai Borrell, Cerdanya, Urgell és Osona grófja;
- 820-824 Aznar Galíndez, Cerdanya és Urgell grófja, 809-820 között Aragónia és egyes források szerint Conflent grófja.
- 824-834 Galindo Aznárez, Cerdanya, Urgell és Conflent grófja, 833–838? között Pallars és Ribagorça grófja, 844–867 között Aragónia grófja.
- 834-848 I. Sunifred, Cerdanya és Urgell grófja, 844-től Osona, Besalú, Girona, Narbonne, Agde, Béziers, Lodève, Melgueil, Conflent, Nîmes és Barcelona grófja is.
- 848-869 (870) Salamon (Solomon), Cerdanya és Urgell grófja, 860-tól Conflent grófja is. Ismeretlen fokon I. Sunifred rokona és gyermekeinek gyámja.

### ABarcelonai-házgrófjai 869 (870)–992
- 869 (870)-897 I. Wilfred (Szőrös Wilfred), I. Sunifred fia. Cerdanya és Urgell grófja, 878-tól Barcelona, Besalú és Girona grófja is (utóbbié II. Wilfred néven), 880-tól Osona grófja is.
- 898-948 I. Sunifred (Sunyer);
- 948-966 Barcelonai Miró (* 940)
- 966-992. szeptember 30. II. Borrell, 945-től Barcelona, Girona és Osonagrófja

### ABarcelonai–Urgell-házgrófjai 992–1213
- 992-1010. szeptember 1. I. Ermengol — Còrdovai Ermengol (* 975, a Córdobáért vívott csatában esett el);
- 1010–1038 II. Ermengol — Zarándok Ermengol (Ermengol el Peregrí) (* 1009, jeruzsálemi zarándokútján halt meg);
- 1038–1065 III. Ermengol — Barbastrói Ermengol (Ermengol el de Barbastre) (* kb. 1033,  Barbastrót a móroktól védve esett el februárban vagy márciusban)
- 1065–1092 március 11. Ermengol IV el de Gerp ("of Gerp"), born c. 1056
- 1092–1102 V. Ermengol — Mollerussai Ermengol (Ermengol el de Mollerussa) (* 1078/1079, a mollerussai csatában esett el);
- 1102–1153/1154 VI. Ermengol — Kasztíliai Ermengol (Ermengol el de Castella) (* 1096)
- 1153/1154-1184 VII. Ermengol — Valenciai Ermengol (Ermengol el de València)
- 1184–1208/1209 VIII. Ermengol (Ermengol el de Sant Hilari)
- 1208/1209-1213 Aurembiaix grófnő — először, II. (Katolikus) Péter aragóniai király uralkodása alatt

### A Cabrera-házból (1213–1228)
- 1213–1228 IV. Guerau, Cabrera grófja — bitorló, Urgellben I. Guerau néven

### A BarcelonaI–Urgell-ház grófjai (1228–1236)
- 1228–1231 Aurembiaix grófnő — másodszor; 1229-től férjével, I. Péterrel, I. Sancho portugál király második fiával
- 1231–1236 I. Jakab aragóniai király Aurembiaix halála után közvetlen irányítása alá vonta a grófságot. Péter a frissen meghódított Mallorca szigetét kapta kárpótlásul.

### A Cabrera-ház grófjai (1236–1314)
- 1236–1243 I. Ponç (Cabrerában IV. Ponç néven)
- 1243 IX. Ermengol
- 1243–1268 Álvaro — Kasztíliai Álvaro (Álvaro el de Castella)
- 1268–1314 X. Ermengol

### Az Aragóniai-ház grófjai (1314–1413)
- 10 November 1314 – 1327 King Alfonso IV of Aragon, died 1366
- 1327–1347 I. Jakab (* 1321, mint aragón herceg. Barcelonában mérgezték meg.)
- 1347–1408 Peter II of Urgell, born 1340, died at Balaguer, 1408
- 1408–1413. október 31. II. Jakab. Márton aragóniai király halála után Jakab volt az egyik trónkövetelő, de végül a caspei megegyezésben lemondott Antequerai I. Ferdinánd javára. Ezután fellázadt az új király ellen, de felkelését leverték, és Jakab 1413. október 31-én megadta magát. Birtokaitól és címeitől megfosztották, és húsz évvel később, 1433. június 1-én még mindig fogságban halt meg Xàtivában. A grófságot megszüntették; területét betagozták Aragóniába.

## Fordítás
- Ez a szócikk részben vagy egészben  a   County of Urgell című angol Wikipédia-szócikk ezen változatának fordításán alapul.  Az eredeti cikk szerkesztőit annak laptörténete sorolja fel. Ez a jelzés csupán a megfogalmazás eredetét és a szerzői jogokat jelzi, nem szolgál a cikkben szereplő információk forrásmegjelöléseként.
- Ez a szócikk részben vagy egészben  az   Alt Urgell című angol Wikipédia-szócikk ezen változatának fordításán alapul.  Az eredeti cikk szerkesztőit annak laptörténete sorolja fel. Ez a jelzés csupán a megfogalmazás eredetét és a szerzői jogokat jelzi, nem szolgál a cikkben szereplő információk forrásmegjelöléseként.
- Ez a szócikk részben vagy egészben  a   County of Cerdanya című angol Wikipédia-szócikk ezen változatának fordításán alapul.  Az eredeti cikk szerkesztőit annak laptörténete sorolja fel. Ez a jelzés csupán a megfogalmazás eredetét és a szerzői jogokat jelzi, nem szolgál a cikkben szereplő információk forrásmegjelöléseként.